# Астраханська єпархія РПЦ
Астраханська єпархія — єпархія Російської православної церкви на території Астраханської області Росії. Включена до складу Астраханської митрополії.

## Історія

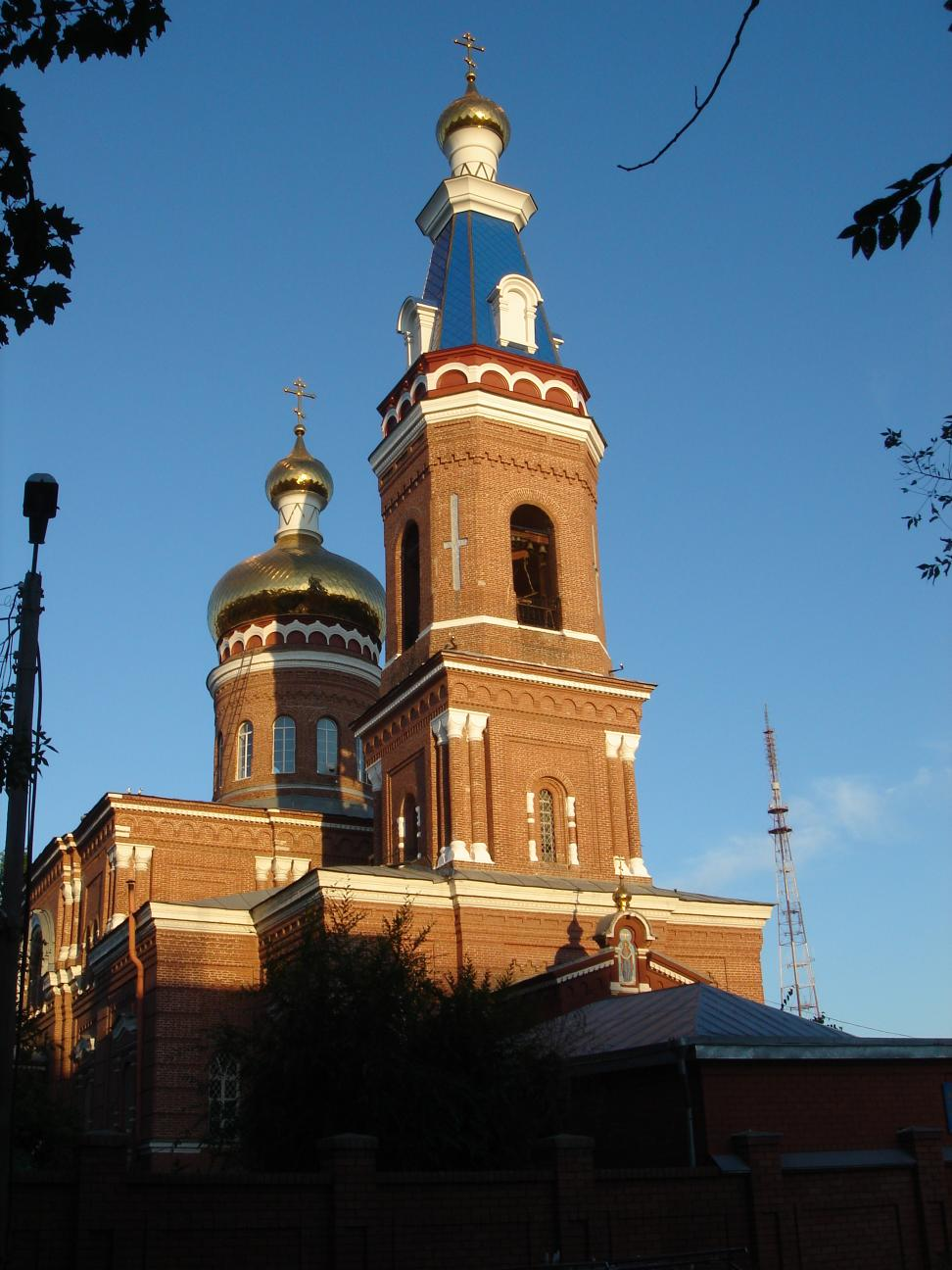
Покровський собор в Астрахані

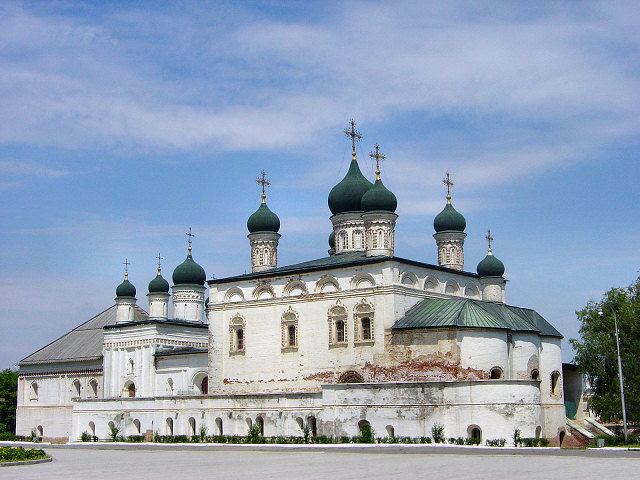
Троїцький собор в Астрахані

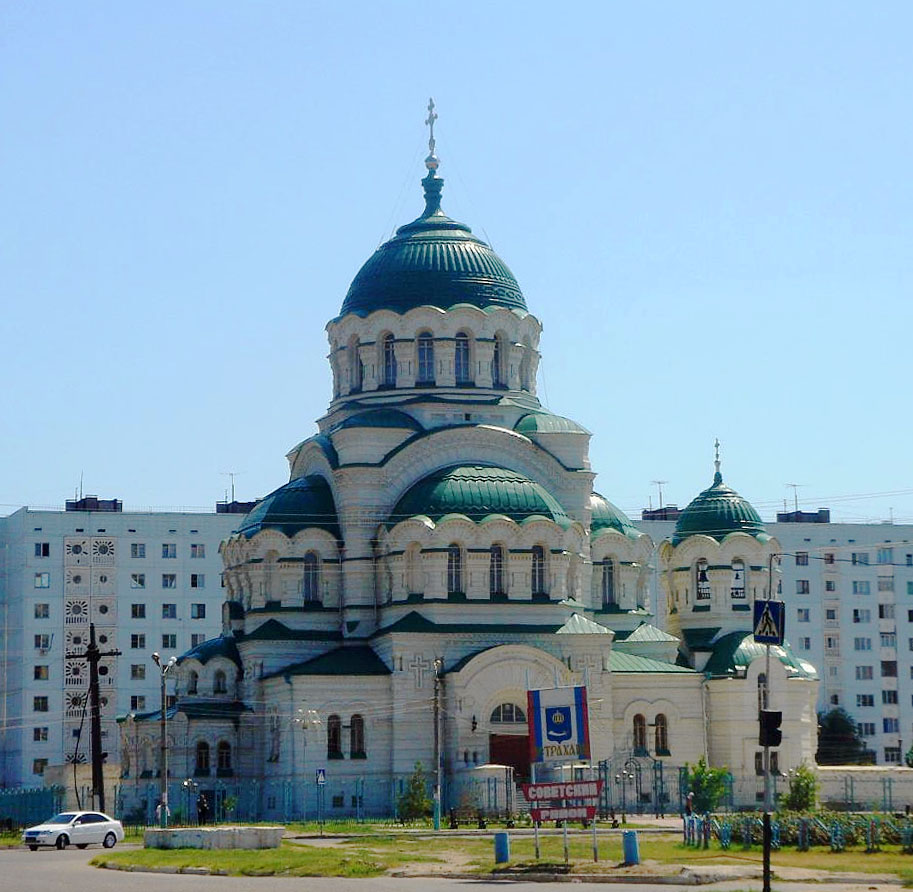
Храм св. Князя Володимира

Єпархія заснована в 1602 за царя Бориса Годунова і патріарха Йови після клопотання ігумена Астраханського Троїцького монастиря Феодосія про виділення її в самостійну єпархію зі складу Казанської єпархії. Архієпископія з 1605, митрополія з 8/18 червня 1667 по 3/14 квітня 1714. З тих часів неодноразово змінювала свою назву:
- Астраханська і Терськая єпархія (1602—1723)
- Астраханська і Ставропольська єпархія (1723—1799)
- Астраханська і Моздокская єпархія (1799—1803)
- Астраханська і Кавказька єпархія (1803—1829)
- Астраханська і Єнотаєвський єпархія (з 1829) (за іншими даними: 17 липня 1842)
- Астраханська і Царевська єпархія (5 вересня 1917 — 1935)
- Астраханська (1935—1944)
- Астраханська і Сталінградська єпархія (1944—1949, 1952 — 27 липня 1959)
- Астраханська і Саратовська єпархія (1949—1952)
- Астраханська і Єнотаєвська єпархія (27 липня 1959 — 12 березня 2013)
- Астраханська і Камизякська єпархія (з 12 березня 2013)

З 1991 по 2001 рік кількість парафій Астраханській єпархії збільшилася з 17 до 61. У порівнянні з тим же 1991 роком, коли в єпархії служили 29 священиків і 6 дияконів, 2001 року їх було вже відповідно 60 і 13.
12 березня 2013 рішенням Священного Синоду РПЦ зі складу єпархії була виділена Ахтубінська єпархія.

## Список правлячих архієреїв
- Феодосій I (Харитонов) (1602 — 18 грудня 1606)
- Онуфрій (15 лютого 1615 — 23 липня 1628)
- Макарій (13 січня 1629 — 28 січня 1638)
- Рафаїл (17 травня 1638 — 20 грудня 1640)
- Пахомій (17 червня 1641 — 31 травня 1655)
- Йосип (4 травня 1656 — 11 травня 1671)
- Парфеній (25 лютого 1672 — 5 жовтня 1680)
- Никифор I (27 червня 1681 — 28 жовтня  1682)
- Саватій (4 березня 1683 — 1 липня 1696)
- Самсон (Семпсон) (2 лютого 1697 — 3 квітня 1714)
- Іоаким (22 січня 1716 — 23 червня 1723)
- Лаврентій (Гірка) (6 вересня 1723 — 7 вересня 1727)
- Варлаам (Леницький) (7 вересня 1727 — 7 червня 1730)
- Лев (Юрлов) (8 червня — 3 грудня 1730; до єпархії не прибув: 2 жовтня позбавлений сану, розстрижений та засланий)
- Іларіон (15 серпня 1731 — 9 червня 1755)
- Мефодій (10 травня 1758 — 29 травня 1776)
- Антоній (Румовський) (27 серпня 1776 — 10 листопада 1786)
- Никифор II (Феотоки) (28 листопада 1786 — 16 квітня 1792)
- Тихон (Малінін) (18 травня 1792 — 14 листопада 1793)
- Феофіл (Раїв) (6 лютого — 11 березня 1794; на єпархії не був, оскільки призначення скасовано)
- Платон (Любарський) (11 березня 1794 — 18 серпня 1805)
- Афанасій I (Іванов) (18 серпня 1805; помер в день призначення в Астрахані.
- Анастасій (Братановський-Романенко) (20 грудня 1805  — 9 грудня  1806)
- Сильвестр (Лебединський) (25 лютого 1807 — 10 лютого 1808)
- Гай (Токай) (10 лютого 1808  — 20 лютого 1821)
- Іона I (Василевський) (/ Василівський) 26 квітня 1821 — 1 жовтня 1821)
- Авраам (Шумілін) (29 жовтня 1821 — 7 травня 1824) за «Церковним Відомостям» (1890) ),  — перша дата інша: 21 жовтня 1821)
- Мефодій (Пішнячевський) (II 27 червня 1824 — 30 вересня 1825)
- Павло I (Саббатовський) (26 лютого 1826 — 7 лютого 1832)
- Віталій (Борисов-Жегачев) (12 березня 1832 — 4 грудня 1840)
- Стефан (Романовський) (1 березня 1841 — 4 грудня 1841)
- Смарагд (Крижанівський) (31 грудня 1841 — 12 листопада 1844)
- Євген (Баженов/Божанов) 12 листопада 1844 — 15 квітня 1856)
- Афанасій II (Дроздов) (15 квітня 1856 — 6 квітня 1870)
- Феогност (Лебедєв) (II 27 червня 1870 — 7 грудня 1874 За іншими даними перша дата інша: 27.7.1870)
- Хрисанф (Ретівцев) (29 грудня 1874 — 8 грудня 1877 За Саві Тихомирову (т. 4, с. 844), — перша дата інша: 08 декабря 1874); за іншими даними: 29, вересня 1874)
- Герасим (Добросердов) (8 грудня 1877 — 24 червня 1880)
- Євген (Шерешило/Шерше) 26 червня 1880 — 16 грудня 1889 За ММЛ «РПІ» (310) та деяким іншим даними, перша дата інша: 26.7.1880); за ін.: 04.7.1880)
- Павло Вільчинський (16 грудня 1889 — 21 листопада 1892)
- Ісаакій (Положенський) (21 листопада — 19 грудня 1892; через важке захворювання на єпархії не був)
- Павло (Вільчинський) (19 грудня 1892 — 13 листопада 1893 повторно
- Митрофан (Невський) (13 листопада 1893 — 10 серпня 1896)
- Сергій (Серафимів) (10 серпня 1896 — 13 квітня 1902)
- Тихон (Оболенський) (1902 т/к, Єпископ Миколаївський)
- Георгій (Орлов) (27 квітня 1902 — 11 липня 1912)
- Інокентій I (Кремінський) (1912 — 1912 т/к Єпископ Каревський; він же т/к і в 1913)
- Феофан (Бистров) (25 червня 1912 — 8 березня 1913)
- Інокентій I (Кремінський) (7/20 лютого 1913 — 17.2/2 березня 1913 т/к повторно
- Никодим (Боков) (8 березня 1913 — 13 березня 1914)
- Філарет I (Нікольський) (20 березня 1914 — 24 травня 1916)
- Митрофан II (Краснопільський) (6 липня 1916 — 21 червня 1919)
- Леонтій (Вімпфен) (1918; т/к Єпископ Царевський)
- Анатолій (Соколов) (1919 — 1920) т/к Єпископ Царевський
- Паладій (Соколов) (Новини за лютий — 1 червня 1920)
- Тадей (Успенський) (1921 — 27 червня 1927)
- Анатолій (Соколов) (1920 — 1922; т/к ухилився в обновленський розкол)
- Стефан (Гнедовский) (1927; т/к єпископ Єнотаївський)
- Інокентій II (Ястребов) (1927 — 22 травня 1928)
- Філіп (Ставицький) (13 червня 1928 — 30 серпня 1933)
- Андрій (Комаров) (28 жовтня 1929 — 13 жовтня 1930), т/к
- Алексій (Орлов) (1930 — 1931) т/к, єп. Мамалигівський
- Андрій (Комаров) (13 жовтня 1933 — 27 квітня 1939)
- 1939 — 1942 — не зайнята
- Григорій (Чуков) (1942 — 1943; т/к архиєп. Саратовський)
- Філіп (Ставицький) (Фотозвіт 1943 — 30 жовтня 1947) паки
- Микола (Чуфаровский) (30 жовтня — 12 грудня 1947) на єпархії не був, призначення скасовано
- Філіп (Ставицький) (12 грудня 1947 — 12 грудня 1952) 3-й раз
- Гурій (Єгоров) (1952 — 1953) т/к
- Леонід (Лобачів) (7 червня 1953 — 9 лютого 1954)
- Сергій (Ларін) (9 лютого 1954 — 27 липня 1959)
- Гавриїл (Огородніков) (27 липня 1959 — 15 вересня 1960)
- Павло III (Голишев) (15 вересня 1960 — 23 червня 1964)
- Іона II (Зирянов) (5 липня 1964 — 27 лютого 1968)
- Пімен (Хмелевський) (27 лютий — 30 липня 1968) т/к, єп. Саратовський
- Михайло (Мудьюгин) (30 липня 1968 — 27 грудня 1979)
- Феодосій II (Дикун) (27 грудня 1979 — 20 лютого 1990)
- Філарет II (Карагодин) (11 березня 1990 — 20 жовтня 1992) з 12 серпня 1992 року т/к, єп. Дмитровський
- Іона III (Карпухін) (з 25 жовтня 1992)